# Гаптофитовые водоросли
Гаптофитовые водоросли, Гаптофиты, Примнезиофитовые водоросли, или Примнезиофиты (лат. Haptophyta) — тип эукариот неясного систематического положения. Включает два класса — Павловофициевые (Pavlovophyceae) и Примнезиофициевые (Prymnesiophyceae).
Гаптофиты — это группа аутотрофных, осмотрофных или фаготрофных простейших, которые населяют морские экосистемы. Гаптофиты, как правило, монадные одноклеточные, но встречаются и колониальные формы. Несмотря на маленький размер, эти организмы играют очень большую и важную роль в геохимических циклах углерода и серы.

## Строение
Характерной особенностью строения Гаптофитовых является дополнительный придаток между двумя жгутиками — гаптонема. Некоторые представители имеют два равных или неравных жгутика лишённые трёхчастных мастигонем. Гаптофитовые водоросли имеют четырёхмембранные хлоропласты, эволюционно произошедшие от красных водорослей. Внешняя мембрана хлоропласта переходит во внешнюю мембрану ядра, на её поверхности располагаются рибосомы. Ламелы трёхтилакоидные, опоясывающая ламелла отсутствует. У Гаптофитовых нередко можно обнаружить пиреноид. Отсутствует перипластидная сеть и хлоропластная ДНК не собрана в круг, а разбросана в строме хлоропласта. Пигменты, характерные для типа — хлорофилл а и с, производные фукоксантина. Трубчатые кристы в митохондриях. Запасным продуктом является хризоламинарин. Клетки покрыты органическими чешуйками или кокколитами.

## Роль в природе и жизни человека
- Участвуют в круговороте кальция
- Неотъемлемое звено в пищевой цепи
- Могут вызывать «Белое цветение» водоёмов, из-за чего впоследствии возникает парниковый эффект

## Систематика
- класс Павловофициевые (Pavlovophyceae)
  - порядок Pavlovales
- класс Примнезиофициевые (Prymnesiophyceae)
  - порядок Кокколитовые (Coccolithales)
  - порядок Изохризидовые (Isochrysidales)
    - семейство Derepyxidaceae
    - семейство Gephyrocapsaceae
    - семейство Isochrysidaceae

  - порядок Феоцистовые (Phaeocystales)
  - порядок Примнезиевые (Prymnesiales)